# کهورآباد سهرابی
کهورآباد سهرابی، روستایی در دهستان حومه بخش چاه مرید شهرستان کهنوج در استان کرمان ایران است.

## جمعیت
بر پایه سرشماری عمومی نفوس و مسکن در سال ۱۳۹۵، جمعیت این روستا برابر با ۵۹۷ نفر (۱۴۹ خانوار) بوده‌است.